# Пеньки (Ярославская область)
Пеньки — деревня Ивняковского сельского поселения Ярославского района Ярославской области.

## География
Деревня находится на левом берегу реки Которосль и на левом берегу реки Пахма, в месте, где Пахма впадает в Которосль. С другой стороны деревня окружена границей города Ярославль и посёлком Кармановский, а также населёнными пунктами Карачиха и Пахна. Рядом протекает ручей Каменный.

## История
В 2006 году деревня вошла в состав Ивняковского сельского поселения образованного в результате слияния Ивняковского и Бекреневского сельсоветов.

## Население
| 2007 | 2010 |
| ---- | ---- |
| 104  | ↘95  |

### Историческая численность населения
По состоянию на 1859 год в деревне было 10 домов и проживало 50 человек.
По состоянию на 1989 год в деревне проживало 131 человек.

### Национальный и гендерный состав
Согласно результатам переписи 2002 года, в национальной структуре населения русские составляли 91 % из 107 чел., из них 54 мужчины, 53 женщины.
Согласно результатам переписи 2010 года население составляют 39 мужчин и 56 женщин.

## Инфраструктура
Основа экономики — личное подсобное хозяйство. Дома используются для постоянного проживания. Имеется таксофон.
Почтовое отделение №150025, расположенное на улице Лунной в городе Ярославль, на март 2022 года обслуживает в деревне 50 домов.

## Транспорт
Пеньки расположены в 550 метрах от Магистральной улицы Ярославля. В шаговой доступности остановка общественного транспорта «Берёзовая улица», обслуживаемая городскими маршрутами.